# I'm Beggin' You
«I'm Beggin' You» es una canción del grupo británico Supertramp publicada en el álbum de estudio Free as a Bird (1987). La canción, compuesta por Rick Davies, fue publicada como sencillo y alcanzó el primer puesto durante una semana en la lista estadounidense Hot Dance Club Play a comienzos de 1988. Sin embargo, a diferencia de anteriores sencillos del grupo, no entró en la lista Billboard Hot 100.

## Lista de canciones
Vinilo de 7"
| Cara A |                   |          |  |
| N.º    | Título            | Duración |  |
| 1.     | «I'm Begging You» | 4:07     |  |

| Cara B |                |          |  |
| N.º    | Título         | Duración |  |
| 1.     | «No Inbetween» | 4:39     |  |

Vinilo de 12"
| Cara A |                                   |          |  |
| N.º    | Título                            | Duración |  |
| 1.     | «I'm Beggin' You (Straight Pass)» | 5:04     |  |

| Cara B |                                   |          |  |
| N.º    | Título                            | Duración |  |
| 1.     | «I'm Beggin' You (Mad House Mix)» | 8:28     |  |
| 2.     | «I'm Beggin' You (Dub)»           | 5:49     |  |

## Personnel
- Rick Davies: voz, piano y teclados
- John Helliwell: saxofón
- Bob Siebenberg: batería
- Dougie Thomson: bajo
- Marty Walsh: guitarra
- Nick Lane: vientos
- Scott Page: vientos
- Lon Price: vientos
- Lee Thornburg: trompeta
- David Woodford: vientos